# Кукурузный сироп

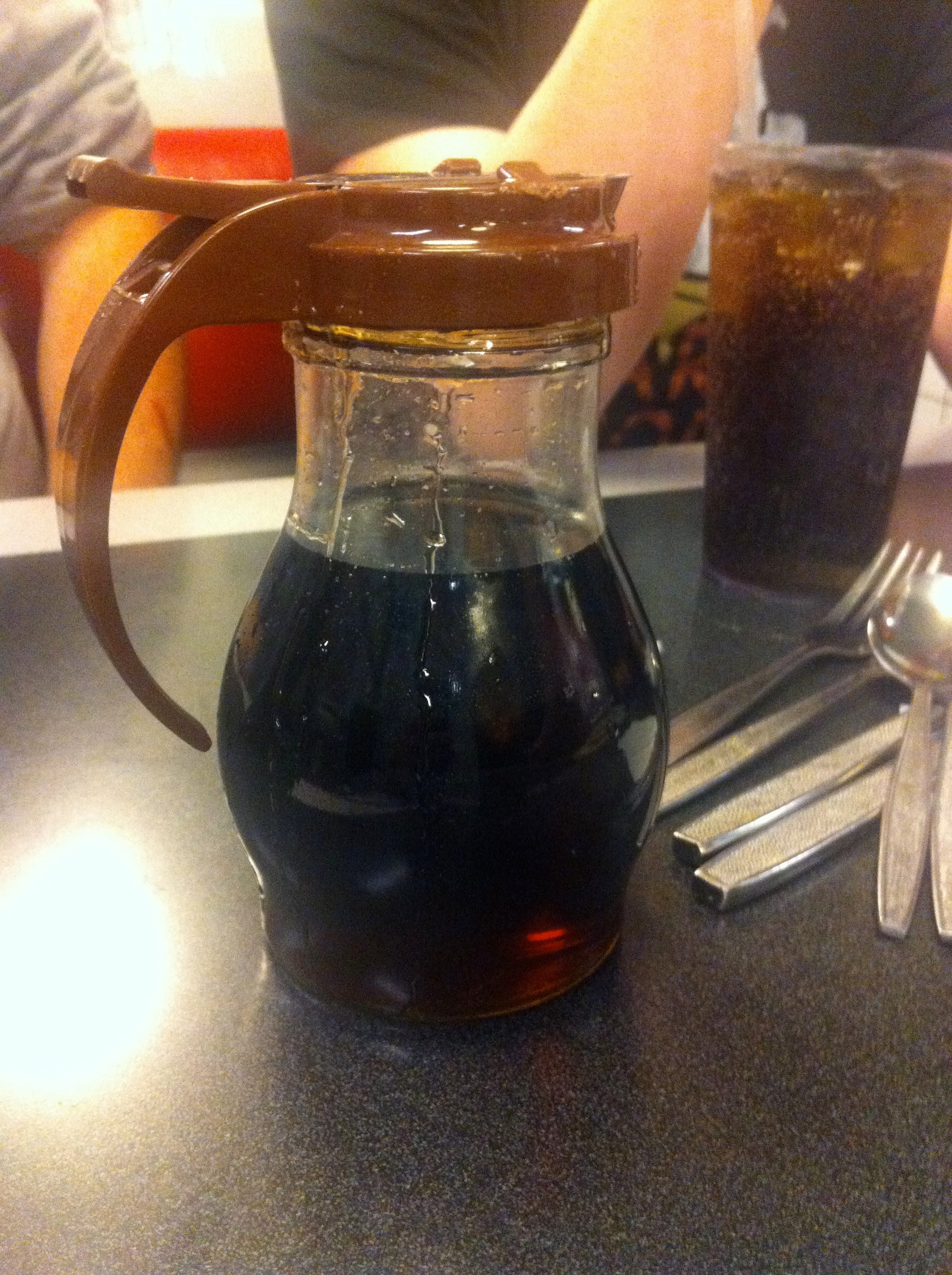
Кукурузный сироп

Кукурузный сироп — сироп, изготовляемый из кукурузного крахмала.
Широко используется в пищевой промышленности и кулинарии как загуститель и подсластитель. Кукурузный сироп имеет свойство не засахариваться и сохранять влагу в массе приготовляемого продукта, что помогает продуктам, в которые он был добавлен, иметь более нежную текстуру, выглядеть более свежими и не высыхать. Он также увеличивает объем продукта и обогащает вкус.
Кукурузный сироп бывает светлым и тёмным. Чаще используется светлый, так как тёмный менее рафинирован, содержит специфические добавки и ближе к патоке.
В прошлом при промышленном изготовлении кукурузного сиропа использовался гидролиз (осахаривание) кипячением раствора крахмала в присутствии хлорной либо серной кислот с последующим удалением кислоты и нерастворимых остатков. В настоящее время основной метод промышленного изготовления — двухэтапный ферментативный гидролиз. Фермент альфа-амилаза (продукт бактерии Сенная палочка) используют для гидролиза крахмала в сложные углеводы различной длины, а фермент глюкоамилаза — для дальнейшего расщепления до глюкозы. На производство одной тонны сиропа уходит примерно 2300 литров кукурузных зёрен.
В кукурузном сиропе обычно высоко содержание глюкозы. Для снижения содержания глюкозы, что существенно для больных диабетом, производится кукурузный сироп с фруктозой, в котором от 45 % до 90 % сахаров приходится на фруктозу (High fructose corn syrup). Такой сироп слаще и легче растворяется. Для его производства используются дополнительные ферменты, которые превращают глюкозу во фруктозу. Производится также сироп с повышенным содержанием мальтозы (High maltose corn syrup).
Состав кукурузного сиропа может меняться в довольно широких пределах. Как и для других сахаросодержащих сиропов, общее количество сахаров определяют по декстрозному эквиваленту — содержанию редуцирующих сахаров, выраженных через декстрозу. Так, осахарённый сироп с 95 ДЭ содержит практически только глюкозу.
В США кукурузный сироп из местной кукурузы является более дешёвой альтернативой тростниковому сахару при производстве конфет, прохладительных напитков, жвачки, сигарет и других продуктов.